# Мосалёв, Денис Александрович
Денис Александрович Мосалёв (28 февраля 1986, Карталы) — российский хоккеист, нападающий.

## Карьера
Воспитанник магнитогорского хоккея. Начал карьеру в 2005 году в составе клуба Высшей лиги кемеровской «Энергии», отыграв до этого несколько сезонов за фарм-клуб родного магнитогорского «Металлурга». В сезоне 2006/07 дебютировал в основе «Металлурга», с которыми в тот же год стал чемпионом России. В 2007 году Мосалёв перешёл в балашихинский ХК МВД, в составе которого выступал на протяжении трёх сезонов, набрав за это время 38 (20+18) очков в 119 матчах, а также став в 2010 году финалистом Кубка Гагарина.
После расформирования подмосковного клуба Мосалёв, как и множество его одноклубников, стал игроком объединённого московского «Динамо», в составе которого в сезоне 2010/11 набрал 25 (16+9) очков в 48 матчах, став лучшим снайпером команды. 8 мая 2011 года продлил соглашение, однако новый сезон начался для него неудачно — в 5 матчах он не набрал ни одного очка, и 1 ноября был командирован в клуб ВХЛ балашихинское «Динамо». Проведя в составе подмосковного клуба 3 матча, в которых набрал 2 (1+1) очка, 7 ноября вернулся в расположение москвичей.

## Достижения
- Чемпион России [[Чемпионат России по хоккею с шайбой 2006/2007|2007], 2011/2012, 2012/2013].
- Финалист Кубка Гагарина 2010.
- Двукратный обладатель Кубка Гагарина (2012, 2013).

## Статистика
| Легенда | Легенда                    | Легенда | Легенда                   | Легенда | Легенда    |
| ------- | -------------------------- | ------- | ------------------------- | ------- | ---------- |
| И       | Количество проведённых игр | Штр     | Штрафное время            | +/−     | Плюс-минус |
| Г       | Голы                       | П       | Голевые передачи          | О       | Очки       |
| -       | Статистика неизвестна      | —       | Статистика не учитывалась |         |            |